# Angela Filipponio Tatarella
Angiola Filipponio Tatarella (Cerignola, 7 ottobre 1939) è una politica italiana.

## Biografia
Nata a Cerignola (FG) ma residente a Bari, è stata moglie di Giuseppe Tatarella, storico esponente del Movimento Sociale Italiano e di Alleanza Nazionale nonché vicepremier e ministro delle poste e telecomunicazioni nel primo governo Berlusconi, e professoressa ordinaria di filosofia del diritto presso la facoltà di giurisprudenza dell'Università degli Studi di Bari.
Dal 2000 al 2004 ha ricoperto l'incarico di assessore alla Cultura nella giunta comunale di Bari guidata da Simeone Di Cagno Abbrescia.
Alle elezioni politiche del 2006 è stata eletta alla Camera dei deputati per Alleanza Nazionale. Nella XV legislatura della Repubblica è stata componente della 7ª Commissione Cultura, Scienza e Istruzione.
Il 13 febbraio 2023 viene nominata nel Consiglio superiore Beni culturali e paesaggistici del Ministero della cultura su proposta del ministro Gennaro Sangiuliano.